# Ga Sangsu
Ga Sangsu là ga tàu điện ngầm trên Tàu điện ngầm Seoul tuyến số 6. Nó phục vụ khu vực Hongdae cùng với ga Đại học Hongik trên tuyến số 2.

## Bố trí ga
| Hapjeong ↑        |
| E/B W/B \|        |
| ↓ Gwangheungchang |

| Hướng Tây  | ● Tuyến 6 | ← Hướng đi Eungam   |
| Hướng Đông | ● Tuyến 6 | → Hướng đi Sinnae → |